# Chaeteessidae
Chaeteessidae (лат.) — семейство насекомых из отряда богомоловых (Mantodea).

## Распространение
Современные виды представлены только в Южной Америке.

## Систематика
Chaeteessidae рассматривается как одна из примитивных групп богомолов, имеющих короткую переднегрудку и не очень специализированные к захвату добычи передние ноги. При исследовании гениталий самцов (Klass, 1997) была построена кладограмма, в которой семейства Mantoididae, Chaeteessidae и затем Metallyticidae первыми дивергировали от общего корневого ствола богомолов.

### Классификация
Классификация семейства не устоялась: по одной из версий в семейство включают 1 современный род и 7 вымерших, по другой — 1 современный род и 4 вымерших.
На февраль 2020 года к семейству относят следующие таксоны до вида включительно:
- † Род Arvernineura Piton, 1940
  - † Arvernineura insignis Piton, 1940 — палеоцен[2]
- † Род Chaeteessites Gratshev & Zherikhin, 1994
  - † Chaeteessites minutissimus Gratshev & Zherikhin, 1994 — меловой период, Россия (Сибирь)
- † Род Cretophotina Gratshev & Zherikhin, 1994
  - † Cretophotina mongolica Gratshev & Zherikhin, 1994 — меловой период, Монголия[8]
  - † Cretophotina santanensis Lee, 2014
  - † Cretophotina serotina Gratshev & Zherikhin, 1994 — меловой период, Казахстан[8]
  - † Cretophotina tristriata Gratshev & Zherikhin, 1994 — меловой период, Россия (Сибирь)[8]
- † Род Kazakhophotina Gratshev & Zherikhin, 1994
  - † Kazakhophotina corrupta Gratshev & Zherikhin, 1994 — меловой период, Казахстан
- † Род Louispitonia Schubnel, Nel, 2019[9]
  - † Louispitonia enigmatica (Piton, 1940)
- † Род Megaphotina Gratshev & Zherikhin, 1994
  - † Megaphotina sichotensis Gratshev & Zherikhin, 1994 — эоцен, Россия (Приморье)[8]
- † Род Vitimophotina Gratshev & Zherikhin, 1994 (ошибочно указано Vitimiphotina)
  - † Vitimophotina corrugata Gratshev & Zherikhin, 1994 (ошибочно указано Vitimiphotina corrugata) — меловой период, Россия (Сибирь)[8]
- Подсемейство Chaeteessinae[10]
  - Род Chaeteessa Burmeister, 1838 [syn. Chaetessa Saussure, 1869, Hoplophora Perty, 1833]
    - † Chaeteessa brevialata Giebel, 1862
    - Chaeteessa burmeisteri Giebel, 1862
    - Chaeteessa caudata Saussure, 1871 — Бразилия, Венесуэла, Коста-Рика[2]
    - Chaeteessa filata Burmeister, 1838 — Бразилия, Суринам[2]
    - Chaeteessa nana Jantsch, 1995 — Бразилия[2]
    - Chaeteessa nigromarginata Salazar, 2004 — Колумбия[2]
    - Chaeteessa valida Perty, 1833 — Бразилия, Французская Гвиана[2]

### Альтернативная классификация
По данным сайта Paleobiology Database, на февраль 2020 года к семейству относят следующие вымершие виды:
- † Род Arvernineura Piton, 1940
  - † Arvernineura insignis Piton, 1940
- Род Chaeteessa Burmeister, 1838
  - † Chaeteessa burmeisteri Giebel, 1862
- † Род Lithophotina Cockerell, 1908
  - † Lithophotina costalis Cockerell, 1914
  - † Lithophotina floccosa Cockerell, 1908
- † Род Louispitonia Schubnel & Nel, 2019 [syn. Archaeophlebia Piton, 1940]
  - † Louispitonia enigmatica (Piton, 1940)
- † Род Megaphotina Gratshev & Zherikhin, 1993
  - † Megaphotina sichotensis Gratshev & Zherikhin, 1993

Согласно Paleobiology Database, вымершие роды Chaeteessites, Cretophotina, Kazakhophotina и Vitimiphotina включены непосредственно в отряд богомоловых incertae sedis.